# Valladolid (prowincja)
Valladolid (hiszp. Provincia de Valladolid) – prowincja we wspólnocie autonomicznej Kastylia i León w Hiszpanii. Graniczy z prowincjami: Ávila, Burgos, Palencia, Segowia, Salamanka, León oraz Zamora.
Stolicą prowincji jest miasto Valladolid. Kod pocztowy do wszystkich miejscowości na terenie prowincji Valladolid rozpoczynają cyfr 47.

## Comarki
- Tierra de Campos
- Páramos del Esgueva
- Tierra de Pinares
- Campo de Peñafiel
- Montes Torozos
- Campiña del Pisuerga
- Tierra del Vino
- Tierra de Medina